# 德氏蘇彝士隆頭魚
德氏蘇彝士隆頭魚，為輻鰭魚綱鱸形目隆頭魚亞目隆頭魚科的其中一種，分布於澳洲海域，棲息深度5-30公尺，體長可達14公分，棲息在近岸礁石區的沙質海域，生活習性不明。

## 擴展閱讀
維基物種上的相關：德氏蘇彝士隆頭魚